# Ян Карлович
Ян Карлович (Іван Карлович; 28 травня 1836, Субортовичі близько Меркіна (Варенський район, Алітуський повіт, Литва) — 14 червня 1903, Варшава) — білоруський і польський етнограф, музикознавець, лінгвіст, фольклорист (вивчав польський, литовський фольклор), журналіст, член (з 1887) Академії знань.

## Біографія
Походив зі шляхетської родини герба Остоя, був сином Олександра та Антоніни Карловичів з роду Молоховець. Початкову освіту здобув удома у батька, потім навчався в гімназії у Вільні (1847-1852, там же навчався грі на фортепіано і віолончелі), а потім в Московському університеті, де вивчав філологію та історію (1853-1857, там же грав в симфонічному оркестрі університету). У 1857-1859 роках здобував додаткову освіту в Колеж де Франс в Парижі і потім в Гейдельберзі; теорію та історію музики вивчав в консерваторії в Брюсселі (1859-1860), потім вивчав історію та філософію в Берлінському Університеті (1865-1866), в тому числі в Леопольд фон Садна; в Берлінському Університеті в 1866 році захистив докторську дисертацію під назвою «De Boleslai Primi bello Kioviensi». Роком пізніше захистив габілітаційну дисертацію «Don Karlos, królewicz hiszpański. Szkic biograficzno-historyczny» у Варшавській головній школі, але не отримав габілітації.
Деякий час працював канцелістом окружного суду у Вільно (1862 рік). У 1865 році одружився з Іреною, дочкою Едмунда Сулістровського (1814–1871). Разом з дружиною жив у маєтку Карловича в Подзітві, після смерті Едмунда переїхав до маєтку у Вишневе. У шлюбі народилося четверо дітей, в тому числі син Мечислав, що став відомим композитором і альпіністом, і дві доньки: Яніна, що стала вчителькою, і Ванда (її чоловіком був Зигмунт Василевський, літературний критик, політичний діяч, сенатор Другої Речі Посполитої).
У 1871 році нетривалий час був науковим співробітником у Варшавській консерваторії. У литовських губерніях збирав місцевий фольклор, працював над створенням соціальних інститутів взаємодопомоги, разом з Константом Скірмунтом очолював Італійський банк в Шеметовщизне, в 1875 році написав наукову роботу литовською мовою, в якій розглядалася її історія, граматична структура і зв'язок з іншими індоєвропейськими мовами. У 1876 році вирушив до Філадельфії. У 1882 році вирішив, що не може займатися в Литві науковою діяльністю (плануючи роботу над словником польської мови), і продав Вишневе графам Бутенеєвим-Хрептовичевим, що в період русифікації було поставлено йому як зрада. Разом з сім'єю переїхав спочатку в Гейдельберг, потім в Дрезден, Прагу і в підсумку до Варшави. З собою постійно перевозив велику бібліотеку (чотири тисячі примірників). З 1899 року викладав етнографію на педагогічних курсах у Варшаві.

## Наукова діяльність
З 1887 був членом-кореспондентом Академії наук у Кракові. Був також членом Познанського Товариства друзів наук (з 1872 — член-кореспондент), «Societe des Traditions Populaires» в Парижі (з 1880), Литовського літературного товариства (з 1881 року), етнологічного товариства у Львові (в 1895 став одним з його засновників і пізніше був почесним членом) Товариства дослідників природи ім. Миколая Коперника, американського фольклорного суспільства, фольклорного суспільства в Лондоні, Академії наук і мистецтв у Загребі, етнологічного товариства в Празі. Почесного членства його удостоїло варшавське співоче товариство «Lutnia». У Варшавському Музичному товаристві заснував секцію ім. Станіслава Монюшка (1891) та ім. Фридерика Шопена (1899 рік). У 1888 році був одним зі співзасновників Етнографічного музею у Варшаві. Обіймав посаду президента Фонду літератури у Варшаві.
Його наукові інтереси включали в себе літературний фольклор, етномузикзнавство, польську філологію, релігієзнавство, порівняльне мовознавство, литвиністіку, краєзнавство, музичну нотацію. Спільно з Адамом Антоні Криньским і Владиславом Недзведзьким склав самий великий найбільший (до середини XX століття) словник польської мови (1900-1927, 8 томів), що охоплює приблизно 280000 слів.
Проводив порівняльні дослідження польських переказів, доводив чеське походження легенди про Пяста. Вивчав етимологію імен та процес їх трансформації в прізвищах і назвах сіл, представив своє пояснення етимології слова «Польща». Описав безліч невідомих народних музичних інструментів, а також дав описав, як влаштована стара польська селянська хата. У 1876 році запропонував власний спосіб запису нот.
Співпрацював з щомісячним географічно-етнографічним журналом «Wisła» (1889-1899), бувши його редактором, співпрацював також у виданнях «Aleneum», «Pamiętnik Fizyjograficzny», «Melusine»; спільно з Криньським заснував журнал «Prace Filologiczne» (1884). Виконав кілька перекладів (в тому числі «Дані етики» Герберта Спенсера) і написав безліч власних наукових робіт. Найбільш відомі такі праці: «Про chacie polskiej» (IV том журналу «Pamiętnik», 1884) і «Про imionach wlasnych polskich m iejsc i ludzi» («Pami ętnik» V, 1885 і VI, 1886). В останній праці розглядаються польські місцеві й особисті власні імена і прояви народної етимології. У томах XI та XII «Zbi ór wiadomo ści do antropologii krajowej» (видання Краківської академії наук) видав «Podania i bajki ludowe zebrane na Litwie» — збірка литовських і білоруських казок. Писав також історико-літературні статті (в «Атенеум») і публіцистичні твори (наприклад, стаття про шляхту в «Ognisko» 1882).
21 жовтня 2011 до 175-річчя від дня його народження в Субортовичах був встановлений дерев'яний меморіал.